# Nueva guía de la ciencia
Nueva Guía de la ciencia es un libro publicado por Isaac Asimov donde hace un extenso relato de los descubrimientos científicos en todos los campos de la ciencia.
La lectura de él es fácil y los temas son relatados brillantemente comenzando desde los primeros conocimientos sobre el tema (generalmente desde los griegos o antes, o en algunos casos en los siglos del renacimiento) hasta lo último que se descubrió sobre el tema (hasta las últimas correcciones de la última edición, aproximadamente el año 1983). 
En cada tema describe los descubrimientos que se fueron sucediendo, narrando el contexto de la época, los logros e intentos del científico que los realizó, e incluye algo del tema científico mismo, una explicación superficial de ese tema de la ciencia (algunas veces no tan superficial, pero al tratarse de todos los campos de la ciencia, obviamente es difícil profundizar mucho). 

## Ediciones
La primera edición del libro se publicó en 1960, con el título de "Guía de la ciencia del hombre inteligente" (The Intelligent Man’s Guide to Science). 
Pocos años después fue necesario actualizar la edición para incluir nuevos avances de la ciencia como el láser y los cuásares, tal como indica el libro, desconocidos en 1960 y palabras habituales un par de años después.
La última edición del libro fue publicada en 1984 bajo el título de "Nueva guía de la ciencia", incluyendo temas como los descubrimientos de las sondas interplanetarias (que incluyeron un capítulo completo), el universo inflacionario, teorías acerca del fin de los dinosaurios, conocimientos nuevos respecto a las partículas subatómicas (cuarks, gluones), la búsqueda de las teorías unificadas de campo, computadoras domésticas, robots, saltos en la evolución, oncógenes y otros temas más.

## Descripción de los capítulos
El libro está dividido en dos volúmenes.

### Primer volumen: "Las ciencias físicas"
El primer volumen, Las ciencias físicas, abarca temas de astronomía (capítulos 2 y 3), geología (capítulo 4 y 5), química (capítulo 6), física (capítulos 7 y 8), física aplicada (capítulos 9 y 10)
- Capítulo 1. ¿Qué es la ciencia?.

- Capítulo 2. El universo: Tamaño del universo. Nacimiento del universo. Muerte del sol. Las ventanas al universo. Los nuevos objetos.

- Capítulo 3. El sistema solar: El sol. La luna. Venus y mercurio. Marte. Júpiter. Saturno. Los planetas exteriores. Cometas.

- Capítulo 4. La tierra: Acerca de su forma y tamaño. Estratos de la tierra. El océano. Los casquetes polares.

- Capítulo 5. La atmósfera: Capas de aire. Los gases en el aire. Imanes. Meteoros y meteoritos. El aire: cómo se conserva y cómo se consigue.

- Capítulo 6. Los elementos: La tabla periódica. Elementos radiactivos. Electrones. Los gases. Metales.

- Capítulo 7. Las partículas: El átomo nuclear. Isótopos. Nuevas partículas. Leptones. Hadrones y quarks. Campos.

- Capítulo 8. Las ondas: La luz. Relatividad. Calor. Relación masa-energía. Partículas y ondas.

- Capítulo 9. La máquina: Fuego y vapor. Electricidad. Tecnología eléctrica. Máquinas de combustión interna. Electrónica. El transistor. Máser y láser.

- Capítulo 10. El reactor: Energía. El núcleo en la paz. Fusión nuclear controlada.

### Segundo volumen: "Las ciencias biológicas"
El segundo volumen, las ciencias biológicas, abarca temas de química orgánica (capítulos 11 y 12); biología (capítulos 13, 14 y 15); taxonomía (capítulo 16); el estudio de la mente y la inteligencia artificial (capítulo 17). 
- Capítulo 11. La molécula: Materia Orgánica. Los Detalles De La Estructura. Síntesis Orgánica. Polímeros Y Plásticos. Las Fibras. Gomas.

- Capítulo 12. Las proteínas: Moléculas de importancia crucial para la vida. Aminoácidos en la cadena. Enzimas. Metabolismo. Trazadores. Fotosíntesis.

- Capítulo 13. La célula: Cromosomas. Genes. Ácidos nucleicos. El origen de la vida. La vida en otros mundos.

- Capítulo 14. Los microorganismos: Bacterias. Virus. Inmunidad. Cáncer.

- Capítulo 15. El cuerpo: Alimentos. Vitaminas. Minerales. Hormonas. La muerte.

- Capítulo 16. Las especies: Las variedades de la vida. Evolución. El origen del hombre. El futuro del hombre.

- Capítulo 17. La mente: El sistema nervioso. Acción nerviosa. Comportamiento humano. Retroacción o retrorregulación. Máquinas pensantes.

### Apéndice
En el apéndice se retoman dos secciones del primer volumen, en forma resumida y a manera de ejemplo, introduciendo una mayor profundidad en la explicación científica de los temas al introducir las matemáticas
- APÉNDICE. Las matemáticas en la ciencia: Gravitación. Relatividad. Bibliografía.

- Datos: Q98830703